# Alinari (cognome)
Alinari è un cognome di lingua italiana.

## Varianti
Alinei, Alineri, Linari.

## Origine e diffusione
Cognome tipicamente centro-settentrionale, è presente prevalentemente in Toscana.
Potrebbe derivare dal prenome medioevale Alinaro, dal germanico alian, "forza", e harja, "esercito". Potrebbe presentare affinità con il cognome Aliprandi.
Le varianti Alinei, Alineri e Linari sono liguri e piemontesi.

## Persone
- Leopoldo Alinari – editore italiano
- Luca Alinari – pittore italiano
- Giuseppe Alinari – editore e fotografo italiano
- Vittorio Alinari – fotografo italiano